# Terrel Harris
Terrel Andre Harris (ur. 10 sierpnia 1987 w Dallas) – amerykański koszykarz, występujący na pozycjach rozgrywającego oraz rzucającego obrońcy, mistrz NBA z 2012 roku.

## Osiągnięcia
Na podstawie, o ile nie zaznaczono inaczej.
NCAA
- Uczestnik turnieju NCAA (2009)
- Zaliczony do:
  - I składu defensywnego All-Big 12 (2009)
  - składu:
    - All-Big 12 Honorable Mention (2009)
    - Big 12 All-Underrated Team (2009)

NBA
- Mistrz NBA (2012)[1]